# Claus Lundekvam
Claus Lundekvam (Austevoll, 22 februari 1973) is een voormalig voetballer afkomstig uit Noorwegen. Zijn positie op het veld was normaal gesproken die van centrale verdediger. Het grootste gedeelte van zijn carrière speelde hij voor het Engelse Southampton, van 1996 tot 2008.

## Clubcarrière

### SK Brann Bergen
Claus Lundekvam kwam als junior bij de Noorse profclub SK Brann Bergen. In 1993 mocht hij bij de club voor het eerst deel uitmaken van het A-team. Gaandeweg het seizoen werd Lundekvam steeds meer een vaste kracht binnen het team. Dit zou hij ook blijven tot zijn vertrek in 1996. Toen meldde de Engelse club Southampton zich bij Brann met een bod op Lundekvam. De Noorse club verkocht hem toen aan de Engelsen. Bij Brann Bergen speelde Lundekvam in drie seizoenen 53 wedstrijden. Eenmaal vond hij daarin het net.

### Southampton
In de herfst van het jaar 1996 was Lundekvam daadwerkelijk overgenomen door Southampton. Bij de Zuid-Engelse club zou hij uiteindelijk spelen met sterren als de Let Marian Pahars, de Ier Rory Delap, de Israëli Eyal Berkovic en een landgenoot van Lundekvam Egil Østenstad, die hetzelfde jaar als hij naar "The Saints" vertrok. Tien jaar na zijn komst bij Southampton speelt Lundekvam nog steeds voor de club. Zo maakte hij ook de degradatie van het seizoen 2004/2005 mee. Dit was de eerste degradatie van Southampton in 27 jaar. Het seizoen daarop werd Lundekvam als Southampton Speler van het Jaar gekozen. Zijn grootste succes met de club was het bereiken van de FA Cup-finale van 2003. In totaal speelde Lundekvam 357 wedstrijden voor Southampton waarin hij slechts twee keer scoorde. Op 18 juli 2008 werd er een afscheidswedstrijd voor Lundekvan georganiseerd tegen het Schotse Celtic. Bij dit duel kwam ook zijn ex-ploeggenoot Matthew Le Tissier nog tot een korte invalbeurt. De wedstrijd werd met 2-0 gewonnen door de Schotten.

## Interlandcarrière
Lundekvam maakte zijn debuut voor het Noorse elftal op 26 november 1995 in de vriendschappelijke uitwedstrijd tegen Jamaica (1-1), net als Egil Ulfstein (Viking FK), Arild Stavrum  (Molde FK), Petter Rudi (Molde FK), Bjørn Arild Levernes (Vålerenga IF) en Ole Gunnar Solskjær (Molde FK). Het was echter pas zeven jaar later, in 2002, dat hij een vaste waarde in het team werd. Datzelfde jaar maakte hij zijn eerste doelpunt voor Noorwegen. Dit was op 16 oktober 2002 in de wedstrijd tegen Bosnië en Herzegovina. Met zijn goal scoorde Lundekvam het duizendste doelpunt in de geschiedenis van het Noorse interlandvoetbal. Na 2005 kwam hij niet meer uit voor zijn land.
| Interlanddoelpunten | Interlanddoelpunten | Interlanddoelpunten | Interlanddoelpunten         | Interlanddoelpunten | Interlanddoelpunten | Interlanddoelpunten | Interlanddoelpunten |
| #                   | Datum               | Locatie             | Wedstrijd                   | Goal(s)             | Score               | Uitslag             | Wedstrijd           |
| ------------------- | ------------------- | ------------------- | --------------------------- | ------------------- | ------------------- | ------------------- | ------------------- |
| 1                   | 16/10/2002          | Oslo                | Noorwegen – Bosnië en Herz. | 6'                  | 1 – 0               | 2 – 0               | EK-kwalificatie     |
| 2                   | 03/09/2005          | Celje               | Slovenië – Noorwegen        | 23'                 | 1 – 2               | 2 – 3               | WK-kwalificatie     |

## Trivia
- In 2007 werd Claus Lundekvam uitgeroepen tot de #50 van de top 50 slechtste voetballer in de Premier League. Dit was een ranglijst van de Britse krant The Times.[2]

## Erelijst
- FA Cup runner-up: 2003 (Southampton)
- Southampton Speler van het Jaar: 2006 (Southampton)